# 上海画报 (1925年)
上海画报于1925年6月6日由毕倚虹创办。每三天发行一次。印刷用纸为道林纸，因而可保存至久且报面清晰光洁。1933年终刊，是上海早期画报中出版期数最长者。

## 内容
画报主编先后由周瘦鹃、钱芥尘担任。画报的版面分为：社会新闻、人物照相、长篇连载、诗词漫画、名流墨迹、文艺掌故等，图文并茂，选材优良，极具观赏性，为一时流行之选。封面人物皆为艺术界、演艺界明星。
江苏东台籍的著名报人戈公振曾赞说画报：

文义有深浅，而图画则尽人可阅；记事有真伪，而图画则赤裸裸表出。盖图画先于文字，为人类天然爱好之物。吾意画报之精彩，第一在印刷清晰，图画则必取生动者。

## 收藏
1996年嘉德拍卖公司“古籍善本拍卖会”竞拍全份的《上海画报》，拍卖目录上列出了自1925年6月6日至1933年2月26日的共有858期画报，最终以24200元竞拍成功。